# David Borwein
Pour les articles homonymes, voir Borwein.
David Borwein, né le 24 mars 1924 à Kaunas, Lituanie et mort le 3 septembre 2021, est un mathématicien canadien , d'origine  juive ashkénaze.

## Carrière
David Borwein obtient son doctorat à l'Université de Londres en 1950 sous la direction de Lancelot Stephen Bosanquet, avec une thèse intitulée Cesaro Summability of Integrals.
Il a résidé et travaillé à St Andrews en Écosse, avant de partir pour London en Ontario. Il fut directeur du département de mathématiques de l'Université de Western Ontario et son épouse durant plus de 60 ans, Bessie Borwein, est une éminente anatomiste et doyenne associée en médecine dans la même université.

## Travaux
Il est connu pour ses recherches en théorie de la sommabilité des séries et intégrales.  
Il a également travaillé sur les nombres de Giuga, mais aussi sur des sujets variés comme la théorie de la mesure, la théorie des probabilités, la théorie des nombres, et l'analyse convexe. En 2001, David Borwein a collaboré avec son fils Jonathan Borwein et avec B.A. Mares Jr sur les propriétés d'intégrales de sinus cardinaux à une ou plusieurs variables.

## Distinctions
Il a été président de la Société mathématique du Canada (CMS), qui décerne en son honneur chaque année prix David-Borwein de mathématicien émérite pour l'ensemble de sa carrière.

## Publications
- (en) David Borwein et Jonathan M. Borwein, « Some remarkable properties of sinc and related integrals », The Ramanujan Journal. An International Journal Devoted to the Areas of Mathematics Influenced by Ramanujan, vol. 5, no 1,‎ 2001, p. 73–89 (ISSN 1382-4090, DOI 10.1023/A:1011497229317, lire en ligne)